# Napapijri
Napapijri ist eine italienische Modemarke im Bereich Outdoor-Bekleidung und Sportswear. Sie wurde 1990 vom 1987 in Quart (Aostatal) gegründeten Unternehmen Green Sport Monte Bianco Srl lanciert und gehört seit 2004 zum US-amerikanischen Textilkonzern VF Corporation.

## Geschichte
Der Markenname kommt aus dem Finnischen, wo napapiiri „nördlicher Polarkreis“ bedeutet. Seit 1988 wurden unter der Marke Taschen vertrieben, bis später der Schwerpunkt auf das Outdoor-Segment gelegt wurde. Für Deutschland wurde 1998 eine Niederlassung in Eggstätt im Chiemgau etabliert. Unter der Marke wurden in drei Linien (Geographic, Ahead View, und Inventive Spirit) in Italien hergestellte Bekleidung vertrieben. Über den Großhandel wurde die Marke in 1500 Geschäften weltweit verkauft. 2004 übernahm der US-amerikanische Bekleidungskonzern VF Corporation aus Greensboro (North Carolina) das Unternehmen Green Sport Monte Bianco samt der Marke Napapijri für ca. 87 Mio. Euro. Napapijri wird seither mit Marken wie The North Face, JanSport, Eastpak und Vans in der Outdoorsparte des Konzerns geführt. Die Zentrale von VF Corporation für Europa und Asien ist in Lugano angesiedelt, von wo aus Napapijri seither gesteuert wird. 2004 produzierte Napapijri für Karl Lagerfeld eine Kollektion Parkas und Jacken. Anfang der 2000er-Jahre wurde eine Napapijri-Kinderkollektion eingeführt und das erste eigene Ladengeschäft in Deutschland, in München, eröffnet. 2006 wurde der erste amerikanische Store in SoHo eröffnet. 2007 bot die Marke erstmals auch Schuhe an. 2007 kamen Accessoires hinzu, 2008 wurde eine eigenständige Damenkollektion lanciert und Brillen wurden ins Sortiment aufgenommen. Kerngeschäft von Napapijri ist nach wie vor die Herrenbekleidung (60 %), wenngleich die Damenmode (25 %) ausgebaut werden soll.

## Napapijri heute
Das Sortiment reicht von Windbreakern, Winterjacken, Sweatjacken und Hoodies über Hemden, Polohemden und Shirts bis zu Hosen, Accessoires und Bademode. Als kleines Logo ist die norwegische Flagge aufgestickt. Nach Italien (37 % des Gesamtumsatzes) und vor Frankreich (18 %) ist Deutschland (20 %) der größte Absatzmarkt für die Marke. Der Jahres-Gesamtumsatz lag 2008 bei 120 Mio. Euro. Im März 2010 ging der Online-Shop der Marke an den Start. Weltweit betreibt das Unternehmen neben dem Vertrieb im Einzelhandel über 50 Napapijri-Geschäfte; in Deutschland je einen Monomarken-Store in Berlin und München sowie Partner-Stores in Bielefeld, Oberstdorf und Garmisch. Ein in Frankfurt am Main eröffneter Store wurde nur wenige Monate nach seiner Eröffnung wieder geschlossen und im Dezember 2013 wieder eröffnet.

## Tierwohl und Nachhaltigkeit
Napapijri verkauft seit 2015 keine Echtpelze mehr. Auch Daunen sind nicht mehr in ihren Jacken zu finden. Die Marke hat eine tierfreie Alternative entwickelt, um für seine Jacken eine Isolierung zu schaffen.
Zudem wurde eine Produktfamilie namens „Circular Series“ geschaffen, die einen zu 100 % recycelbaren Anorak, eine Sommer Regenjacke und eine Winter-Daunenjacke enthält. Diese Produktfamilie ist mit der Cradle to Cradle Certified Gold Bescheinigung ausgezeichnet.